# Аверілл (Вермонт)
Аверілл (англ. Averill) — місто (англ. town) в США, в окрузі Ессекс штату Вермонт. Населення — 21 особа (2020).

## Демографія
Згідно з переписом 2010 року, у місті мешкали 24 особи в 14 домогосподарствах у складі 8 родин. Було 209 помешкань
Расовий склад населення:
| - 100,0 % — білих |

До двох чи більше рас належало 0,0 %. Частка іспаномовних становила 0,0 % від усіх жителів.
За віковим діапазоном населення розподілялося таким чином: 0,0 % — особи молодші 18 років, 37,5 % — особи у віці 18—64 років, 62,5 % — особи у віці 65 років та старші. Медіана віку мешканця становила 66,5 року. На 100 осіб жіночої статі у місті припадало 166,7 чоловіків;  на 100 жінок у віці від 18 років та старших — 166,7 чоловіків також старших 18 років.
Середній дохід на одне домашнє господарство  становив 45 140 доларів США (медіана — 34 375), а середній дохід на одну сім'ю — 40 750 доларів (медіана — 34 167). 
Цивільне працевлаштоване населення становило 4 особи. Основні галузі зайнятості: транспорт — 50,0 %, роздрібна торгівля — 50,0 %.